# Lappföld
Lappföld (északi számiul: Sápmi, lulei számiul: Sábme, déli számiul: Saemie) egy kulturális régió, amely hagyományosan a számik (lappok) szállásterülete. Észak-Európában, Skandinávia északi részén található, és négy ország – Norvégia, Svédország, Finnország, Oroszország – területén terül el.
A Szovjetunió szétesését követően a határon átnyúló együttműködés egyre fontosabbá vált, és a meglévő megye- és országhatárok jelentősége csökkent mind a számi, mind a többségi nem-számi népesség számára. A terület legnépesebb népcsoportjai az oroszok és a norvégok, míg a számik mindössze a népesség 5%-át teszik ki. Függetlenségre törekvő politikai erő nincsen, de több csoport szeretne nagyobb területi autonómiát vagy erősebb önkormányzatot a régió őslakos népessége számára.

## Történelem
A területen már a legutóbbi jégkorszak végén is éltek. A 17. század végén lett Svédország és Oroszország része.

## Gazdaság
A legismertebb gazdasági tevékenység a területen a rénszarvastenyésztés, bár csak a számi lakosság kisebb része foglalkozik ezzel.

## Fordítás
- Ez a szócikk részben vagy egészben a Sápmi (area) című angol Wikipédia-szócikk ezen változatának fordításán alapul.  Az eredeti cikk szerkesztőit annak laptörténete sorolja fel. Ez a jelzés csupán a megfogalmazás eredetét és a szerzői jogokat jelzi, nem szolgál a cikkben szereplő információk forrásmegjelöléseként.